# Castel del Piano
Castel del Piano è un comune italiano di 4 801 abitanti della provincia di Grosseto in Toscana.

## Geografia fisica

### Territorio
(Papa Pio II, Commentari)
Il comune è situato sulle propaggini collinari occidentali del massiccio montuoso del monte Amiata. Il territorio comunale confina a nord con i comuni di Montalcino (SI) e di Seggiano, a est con il comune di Abbadia San Salvatore (SI), a sud-est con il comune di Santa Fiora, a sud con il comune di Arcidosso, a ovest con il comune di Cinigiano. Si estende per una superficie complessiva di 67,78 chilometri quadrati ed ha una densità di popolazione pari a 63,90 abitanti per chilometro quadrato.
Il centro del comune si trova a 637 metri sopra il livello del mare; peculiare risulta essere la configurazione territoriale del comune che risulta compreso i 93 e i 1 738 metri sul livello del mare. L'escursione altimetrica complessiva è quindi pari a 1 645 metri. A livello territoriale, infatti, il territorio comunale occupa l'area pianeggiante della val d'Orcia grossetana, annoverabile nella valle dell'Ombrone, le zone collinari che delimitano la valle del corso d'acqua e gran parte dell'area del monte Amiata che spazia dalle propaggini occidentali alla vetta.
Il territorio è caratterizzato dalla presenza di oliveti e vigneti, fino ai 500 m s.l.m., mentre dai 500 m in su, sono presenti castagneti che producono diverse varietà di castagne protette dall'IGP. Dai 1 000–1100 m in poi il territorio comunale è ricoperto da una fitta faggeta che arriva fino al culmine del monte Amiata.
Castel del Piano divide la vetta del monte Amiata con il comune di Abbadia San Salvatore. Il territorio appartenente al comune grossetano è segnalato con l'imponente scultura della "Madonna degli Scout", mentre quello del comune senese con la croce monumentale in ferro battuto.
Nel comune di Castel del Piano si trovano anche il prato delle Macinaie e il prato della Contessa da dove partono alcuni impianti sciistici di risalita del monte Amiata e da dove si snodano alcune delle piste principali.
- Classificazione sismica: zona 3 (sismicità bassa), Ordinanza PCM 3274 del 20/03/2003

### Clima
Il territorio comunale di Castel del Piano è caratterizzato da microclimi diversi, in base all'altitudine e all'esposizione.
L'area pianeggiante lungo il corso del fiume Orcia ha caratteristiche molto simili a quelle che si riscontrano nella pianura maremmana, tanto da essere annoverata tra le aree a clima mediterraneo. Le aree collinari e montuose hanno caratteristiche che variano dal clima sublitoraneo a quello subcontinentale, pur facendo registrare temperature medie superiori a quelle che si registrano, a parità di altitudine, sul versante senese del Monte Amiata, grazie alla più favorevole esposizione verso sud e verso ovest.
A livello climatico, il capoluogo comunale è stato classificato in zona E, con una sommatoria di 2 199 gradi giorno. L'accensione degli impianti di riscaldamento è pertanto consentita per un massimo di 14 ore giornaliere tra il 15 ottobre e il 15 aprile.
Secondo i dati medi del trentennio 1961-1990, la temperatura media del mese più freddo, gennaio, si attesta a 4,6 °C; mentre quella del mese più caldo, agosto, è di +21,6 °C.
Le precipitazioni medie annue si attestano a 918,6 mm, con minimo in estate, picco massimo in autunno e massimo secondario in inverno.
| CASTEL DEL PIANO (1961-1990) | Mesi | Mesi | Mesi | Mesi | Mesi | Mesi | Mesi | Mesi | Mesi | Mesi | Mesi  | Mesi | Stagioni | Stagioni | Stagioni | Stagioni | Anno  |
| CASTEL DEL PIANO (1961-1990) | Gen  | Feb  | Mar  | Apr  | Mag  | Giu  | Lug  | Ago  | Set  | Ott  | Nov   | Dic  | Inv      | Pri      | Est      | Aut      | Anno  |
| ---------------------------- | ---- | ---- | ---- | ---- | ---- | ---- | ---- | ---- | ---- | ---- | ----- | ---- | -------- | -------- | -------- | -------- | ----- |
| T. max. media (°C)           | 8,0  | 8,7  | 11,5 | 15,2 | 20,1 | 24,5 | 27,7 | 28,0 | 24,2 | 18,8 | 12,9  | 9,8  | 8,8      | 15,6     | 26,7     | 18,6     | 17,5  |
| T. min. media (°C)           | 1,2  | 1,6  | 3,3  | 6,1  | 9,5  | 13,0 | 15,0 | 15,2 | 12,9 | 9,0  | 5,7   | 2,8  | 1,9      | 6,3      | 14,4     | 9,2      | 7,9   |
| Precipitazioni (mm)          | 87,0 | 83,4 | 77,1 | 71,2 | 63,1 | 57,0 | 34,2 | 59,4 | 74,4 | 97,1 | 119,1 | 95,6 | 266,0    | 211,4    | 150,6    | 290,6    | 918,6 |

- Classificazione climatica: zona E, 2 199 GG
- Diffusività atmosferica: media, Ibimet CNR 2002

## Storia
La prima testimonianza di Castel del Piano è data da un documento dell'abbazia di San Salvatore dell'anno 890, dove è nominato come Casale Plana. Nel 1175 divenne castello (castrum plani) dei conti Aldobrandeschi del ramo di Santa Fiora e nel 1198 si trova chiamato con il nome di Plana Ferraria, probabilmente dovuto alle rocce di colore ferrigno che sovrastano il pianoro. Nel 1330 gli Aldobrandeschi cedettero a Siena metà del paese, che l'anno successivo venne conquistato definitivamente dalla Repubblica senese, dopo un assedio comandato dal capitano di ventura Guidoriccio da Fogliano. Nel 1377 gli abitanti di Castel del Piano combatterono nell'esercito senese, riuscendo a meritarsi una franchigia sulle tasse; da segnalare che quello stesso anno le località di Montegiovi e San Processo ricevettero la visita di santa Caterina Benincasa.
Castel del Piano rimase sotto il dominio di Siena fino al 1559, quando fu annesso nel Granducato di Toscana. In questo periodo il paese conobbe un forte incremento artistico e culturale, con la costruzione di palazzi nobiliari rinascimentali e soprattutto la presenza di numerosi artisti che fondarono una vera e propria scuola, come la dinastia dei pittori barocchi Nasini. Nel XIX secolo, i casteldelpianesi parteciparono attivamente ai moti risorgimentali: Andrea Fratini e Achille Franci combatterono a Curtatone e Montanara, mentre Francesco Magliacani e Giuseppe Sorbelli seguirono più volte Giuseppe Garibaldi.
Negli anni della seconda guerra mondiale, tra il 1940 e il 1943, Castel del Piano fu uno dei comuni della Toscana designati dalle autorità fasciste ad accogliere profughi ebrei in internamento libero. Vi furono internate 8 persone (incluse famiglie con minori). Dopo l'8 settembre 1943, con l'occupazione tedesca, la situazione divenne drammatica per il pericolo di deportazione. Due degli internati, Szerene Rosenfeld e Edita Singer (madre e figlia), rifugiatesi a Cinigiano furono lì arrestate; trasferite al campo di concentramento provinciale di Roccatederighi, furono deportate e perirono nei campi di sterminio. Gli altri internati evitarono la cattura e sopravvissero in clandestinità nella zona fino alla Liberazione.  
Nel 1965 chiuse lo storico stabilimento per la produzione dell'acido tannico, importante risorsa economica del territorio, ma quasi di pari passo il comune scoprì una nuova e importante risorsa: il turismo invernale, grazie all'apertura dei primi impianti sciistici alle Macinaie e alla Contessa, ancora oggi molto frequentati.

### Simboli
Lo stemma di Castel del Piano è costituito da uno scudo sagomato di colore rosso su cui è raffigurata una fortezza con una torre. Lo stemma ha la seguente blasonatura ufficiale: «di rosso al castello, merlato alla guelfa, torricellato di uno, aperto e finestrato del campo». Sotto lo scudo il motto Facile primum - Pius II. "Sicuramente il primo" è l'elogio che papa Pio II (Enea Silvio Piccolomini) dedica nei suoi Commentarii a Castel del Piano «…per la bellezza del luogo, per la comodità dell'amena posizione, senza dubbio è il primo tra quanti sorgono su quel versante…»
Il gonfalone è un drappo di bianco riccamente ornato di ricami dorati e caricato dello stemma comunale con l'iscrizione centrata (cioè arcuata verso l'alto) in oro Comune di Castel del Piano.

## Monumenti e luoghi d'interesse

### Architetture religiose

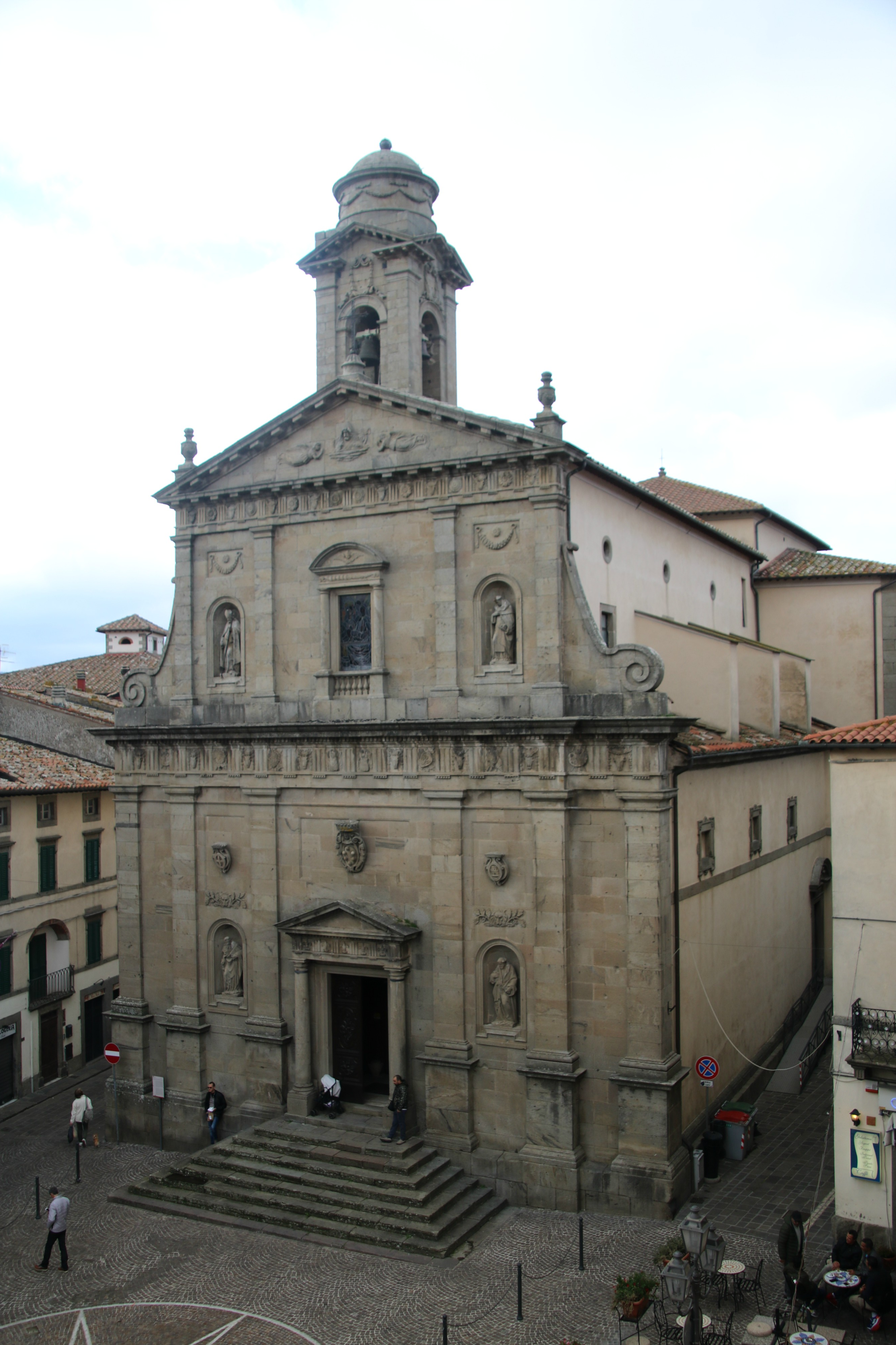
La chiesa della Propositura

#### Chiese parrocchiali
- Chiesa di San Leonardo, situata nel centro storico in piazza Arcipretura, è ricordata nel 1188 e nel 1198 come possesso dell'abbazia di San Salvatore. L'edificio ha subito ristrutturazioni nel 1451, nel 1520, anno in cui venne costruito il campanile, e nel 1915, assumendo l'aspetto che porta ancora oggi. Sulle pareti interne sono visibili resti di affreschi. Interessante la pala d'altare di Francesco Nasini raffigurante san Girolamo.[11] La parrocchia di San Leonardo conta circa 500 abitanti.[12]
- Chiesa dei Santi Niccolò e Lucia, conosciuta anche con il titolo del Santissimo Sacramento o chiamata semplicemente Chiesa Piccina, è situata nel centro storico in via dei Rossi. Ricordata in un atto del 1216, se ne hanno notizie nelle decime del 1302-1303; l'edificio fu ampliato a più riprese tra il XVI e il XVII secolo, poi nel 1703, con l'aggiunta di una cappella, nel 1858 e negli anni tra il 1872 e il 1877 con la costruzione del campanile.[13] La parrocchia conta circa 2 500 abitanti.[14]
- Pieve di Santa Lucia, situata nel centro storico di Montenero d'Orcia, è citata nelle bolle di Clemente III (1188) e di Innocenzo III (1198) come proprietà dell'abbazia di San Salvatore. Al suo interno sono conservate opere d'arte di epoca medievale.[15] La parrocchia di Montenero conta circa 560 abitanti.[16]

#### Chiese minori
- Chiesa della Propositura, dedicata alla Natività di Maria e conosciuta anche come chiesa dell'Opera, è situata in piazza Madonna, fuori dalla porta dell'Orologio. La sua costruzione fu iniziata nel XV secolo, ma l'edificio è stato completato solamente nel 1870. Il campanile venne eretto nel 1829, disegnato dall'architetto Gaetano Baccani, mentre le statue poste sulla facciata furono realizzate da Giuseppe Felli. Tra le opere conservate all'interno, si ricordano un dipinto di san Cerbone (1642) di Domenico Manetti, alcune pitture di Giuseppe Nicola Nasini ed una tela con la Vergine tra i santi Niccolò e Michele di Francesco Nasini.[17]
- Chiesa della Madonna delle Grazie, situata in piazza Madonna, di fianco alla propositura, è stata costruita sul luogo di una cappella del 1504. L'aspetto attuale risale agli anni tra la fine del XVII e la metà del XVIII secolo, mentre la facciata è stata completata nel 1932. All'interno, tra le varie opere, si trova una pala d'altare di Francesco Nasini raffigurante la Madonna del Carmine (1652).[18]
- Chiesa di San Giuseppe, o anche della Misericordia, situata lungo corso Nasini, risale alla seconda metà del XVI secolo e conserva all'interno lo Sposalizio della Vergine (1664) di Francesco Nasini.[19]
- Chiesa di Santa Lucia, situata poco fuori dal paese in direzione di Seggiano, sulla sinistra dopo il cimitero, risale agli anni tra il XII e il XIII secolo, anche se la prima attestazione è del 1676. È stata restaurata nel 1936 e nel 1984.[20]
- Chiesa di San Biagio a Gravilona, situata fuori dal paese, dopo l'abitato del Leccio, è documentata sin dal 1188. Andata in rovina, fu consolidata nel 1739 e poi restaurata tra il 1908 e il 1910.[21]
- Chiesa di Santa Fiora di Noceto, piccola chiesina immersa nei castagni tra Montegiovi e le Terre Gialle, è stata costruita nel XVII secolo sul luogo di un'antica cappella eretta dagli Aldobrandeschi nel 1097.[22]
- Chiesa della Madonna degli Schiavi, situata nella frazione di Montegiovi, è stata ricostruita nel 1868 in stile neo-rinascimentale sul luogo dove sorgeva il vecchio oratorio risalente al XVI secolo. Conserva al suo interno opere quali l'affresco della Madonna col Bambino del XV secolo, con due angeli adoranti di epoca barocca attribuiti a Francesco Nasini, ed un quattrocentesco Crocifisso affrescato di scuola senese.[23]
- Chiesa di San Martino, situata a Montegiovi, è citata nelle decime del 1302-1303 e ricordata come pieve nel 1464. Sostanzialmente modificata tra il XVII e il XIX secolo, gli unici elementi che testimoniano l'origine medievale della chiesa sono le decorazioni della facciata (timpano, portale architravato e piccolo rosone). All'interno sono custoditi alcuni dipinti seicenteschi di Francesco Nasini.[22]
- Chiesa della Madonna, situata nella frazione di Montenero d'Orcia, risale al XVI secolo ed è stata completamente ricostruita nel corso del XIX. Preceduta da una scalinata in pietra, conserva all'interno una tavola della Madonna col Bambino e i santi Giovanni Battista e Lorenzo, attribuita a Bernardino Fungai.[24]

#### Conventi
- Convento delle Minime del Sacro Cuore, situato nel centro storico in via della Penna, è stato costruito nel XVI secolo come spedale e nella prima metà del XVII secolo fu affiancato da una cappella con facciata a capanna e l'interno affrescato da Francesco Nasini. Dal 1934 ospitò le suore minime del Sacro Cuore che vi istituirono un asilo.[25]
- Convento di San Processo, fondato nel XIII secolo dai frati francescani e soppresso nel 1784, ne rimangono oggi dei ruderi.[15]

#### Cappelle
- Cappella dell'ospedale, situata nell'ospedale civile di Castel del Piano, conserva alcune opere dei fratelli Nasini.
- Cappella della Concezione, situata sotto la loggia della Mercanzia di piazza Colonna, è affrescata con La predica di San Francesco, opera di Francesco Nasini.[26]
- Cappella di Sant'Elena, situata a Montegiovi e addossata alla porta d'accesso al borgo, costituiva la cappella gentilizia dell'antico castello oramai scomparso, ma si presenta oggi particolarmente modificata.[23]

### Architetture civili

#### Palazzi

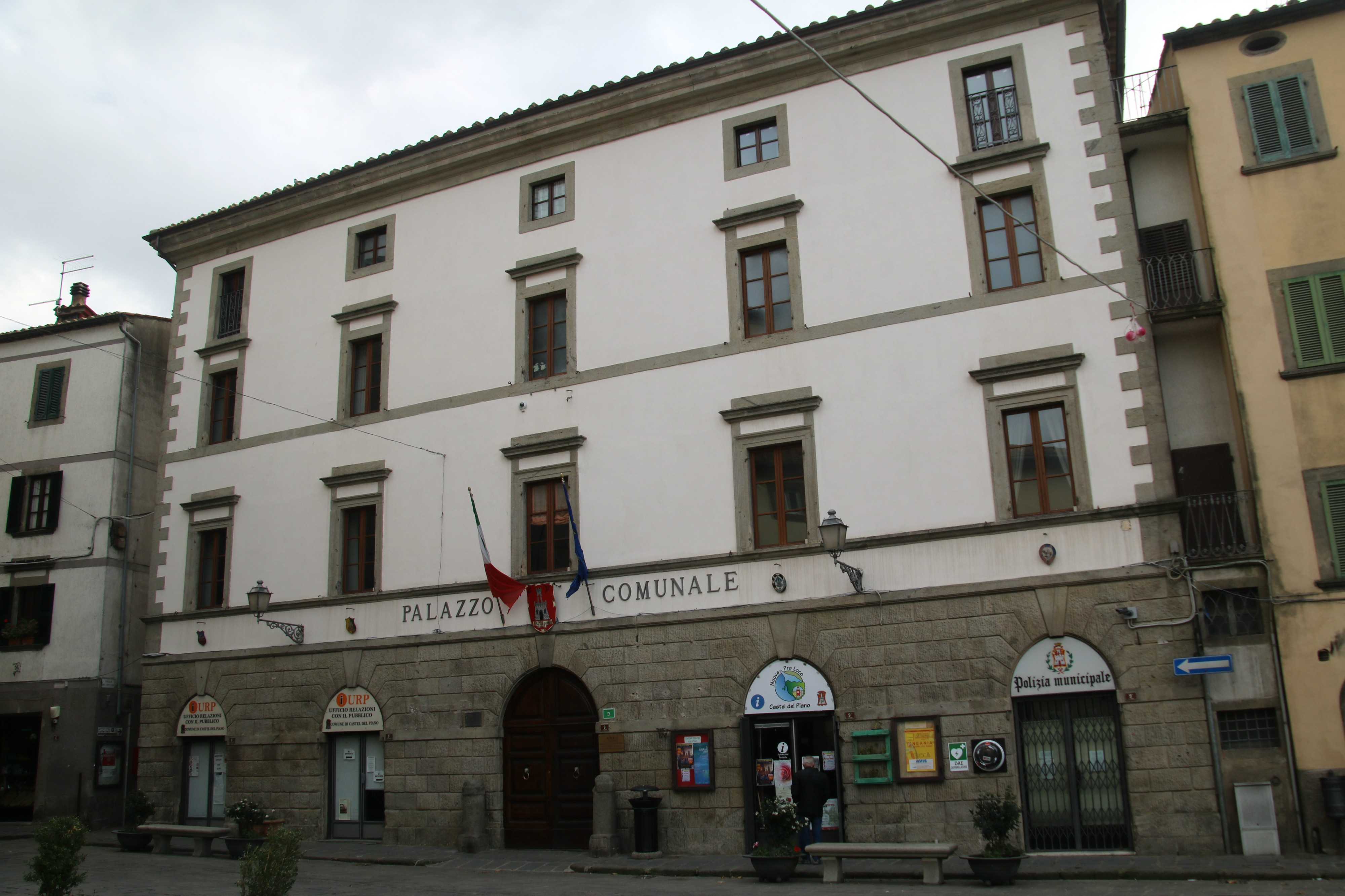
Palazzo Ginanneschi

- Palazzo Ginanneschi, situato in via Marconi, ospita dal 1937 la sede del comune di Castel del Piano. È stato costruito nel 1846, presenta l'interno affrescato e conserva una tela del XVII secolo raffigurante la Madonna e santi con veduta di Castel del Piano.[20]
- Palazzo Nerucci, imponente edificio un tempo di proprietà di Domenico Nerucci, importante figura delle corti vaticane, risale al 1564. Il prospetto principale si affaccia su piazza Colonna, all'interno del centro storico, mentre il retro invece dà su corso Nasini. Nell'angolo nord-occidentale dell'edificio si trova la loggia della Mercanzia, risalente al 1554, dove è situata al suo interno la cappella della Concezione.[26] Negli anni il palazzo ha ospitato un liceo cittadino e anche la sede del comune, prima che questi fosse trasferito presso il palazzo Ginanneschi. L'edificio è sede dell'Istituzione Ildebrando Imberciadori, e dal 2004 della scuola di musica Italo Fazzi e della raccolta d'arte.
- Palazzo Cerboni, situato in piazza Madonna, di fianco alla porta dell'Orologio, risale alla fine del XVI secolo. Sulla facciata è stata posta nel 1869 una targa che ricorda il barone Tommaso Cerboni, morto nel 1629, e il nipote Giovanni Cerboni. A metà del XX secolo, la parte anteriore dell'edificio passò alla famiglia Monaci, la parte posteriore, che si affaccia in via della Basilica, conserva ancora lo stemma della famiglia.[27]
- Palazzo Monaci, situato in piazza Colonna al civico 4, è stato edificato nel XVI secolo su un edificio medievale e presenta la facciata intonacata con portale in bugnato e finestre con cornici in pietra. Proprietà Monaci era anche il palazzo vicino, al civico 10, che mostra il paramento originario in pietra.[26]
- Palazzo Venturini, o anche Palazzo Mazzi, situato in piazza Colonna ai civici 5-6-7, risale al XVI secolo ed apparteneva alla famiglia senese dei Venturini, come si intuisce dallo stemma posto sul portale in bugnato.[28]
- Palazzo Aluigi, situato in via del Poggio 3, è un palazzo cinquecentesco che presenta la facciata intonacata con portale in bugnato, sovrastato dallo stemma con una rosa.[27]
- Palazzo Santucci, situato in via Piana ai civici 41-43, è stato ristrutturato nel XVIII secolo.[22]
- Palazzo Altesi de' Parigini, situato in via Piana ai civici 45-47, risale al XVI secolo e apparteneva ad un'importante famiglia senese, il cui stemma è posto sulla facciata.[22]
- Palazzo Periccioli, situato tra via Piana e la porta dell'Amiata, reca sulla facciata lo stemma gentilizio della famiglia senese e la data 1777.[22]
- Palazzo Bruni, situato tra via dell'Ospizio e via Piana, si tratta di un palazzo cinquecentesco il cui impianto risale però al XIII secolo. L'edificio ha subito interventi di restauro nel 1846 e nel 1864.[22]
- Palazzo Pretorio, situato in via del Vecchio Pretorio, è un antico palazzo con portali ad arco in bugnato che ospitava un tempo la pretura di Castel del Piano.
- Casa Borgogni, situata in via del Castello 4, presenta scale d'accesso arricchite da loggia con archetti.
- Palazzo della Madonna col Bambino, situato in via Nerucci ai civici 12-14, risale al XVI secolo e presenta un portale in bugnato e finestre rettangolari architravate. Sulla facciata è murata un'edicola votiva contenente l'immagine della Madonna col Bambino:[22] attualmente è esposta una copia, in quanto l'immagine originale è stata vittima di un furto nel 2010.
- Casa Ginanneschi, situata in via Nerucci 16, è un edificio cinquecentesco che presenta il portale e le finestre in bugnato.[22]
- Casa Rosini, situata in via Monte Pio, risale al XVI secolo.
- Palazzo dei Conti Rimbotti, situato fuori dal centro storico in via Imberciadori, di fronte al parco del Piazzone, o piazza Rosa Guarnieri Carducci.
- Palazzo delle scuole elementari, imponente struttura risalente ai primi anni del XX secolo, di fronte al parco del Piazzone.

#### Fontane
- Fontana Grande, monumentale vasca circolare in trachite posta in piazza Garibaldi, svetta al centro una colonna scanalata sormontata da un capitello dorico.[20]
- Lavatoio pubblico, situato in via San Giovanni, è stato realizzato nel 1897 ed è formato da tre archi appoggiati su pilastri.[29]
- Fonte Vecchia, situata poco fuori dal paese, lungo la strada delle Ciaccine, risale al XVI secolo.[21]
- Fonte del Fattorone, vecchia fonte situata nell'omonima via fuori dal centro storico di Castel del Piano.

#### Altri edifici civili
- Teatro Amiatino, situato nel centro storico in via dell'Arcipretura, è un teatro di fine XIX secolo realizzato nei locali di un'antica chiesa risalente al XIII secolo, sede della compagnia del Corpus Domini dal 1571.[30]
- Ospedale, ex ricovero Vegni, situato in via Dante Alighieri e risalente al 1905, è l'ospedale civile di Castel del Piano.
- Molino e pastificio Eugenio Monaci, posto poco fuori dal paese in località Molinaccio, è stato costruito alla metà del XIX secolo sul fosso dei Cani. Oggi è adibito ad uso residenziale.[20]

### Architetture militari
- Mura di Castel del Piano: le mura, risalenti al XIII secolo, sono abbastanza ben conservate, anche se in alcuni punti sono state sbassate o inglobate nelle abitazioni cinquecentesche. Lungo il lato meridionale si aprono tre porte: la porta Pianese, detta anche dell'Orologio, già presente nel XIII secolo e rialzata nel Cinquecento; la porta Castiglionese, detta anche porta Amiata, che conserva meglio di tutte la struttura originaria; e la piccola porta Spennanziana, aggiunta nel XVII secolo a metà tra le due porte preesistenti per collegare il paese vecchio con il nuovo borgo sorto ai pedi del centro storico.[31]
- Mura di Montegiovi: delle mura che racchiudevano il borgo di Montegiovi rimangono solo alcune tracce, tra cui la porta di Sant'Elena, da cui si accede al centro storico. Nel tratto sud-occidentale è visibile un'imponente struttura che sporge, probabilmente resti dell'antico cassero inglobato ormai nelle abitazioni.[23]
- Mura di Montenero d'Orcia: alcuni tratti delle mura sono ancora identificabili ed è presente un arco in pietra che porta verso la parte alta dove si trova la pieve di Santa Lucia, seguito da un passaggio a volta. All'interno del parco pubblico, area storica dove si trovava la rocca, è situata una torre rettangolare in pietra, probabili resti del cassero di Montenero.[15]

### Altro

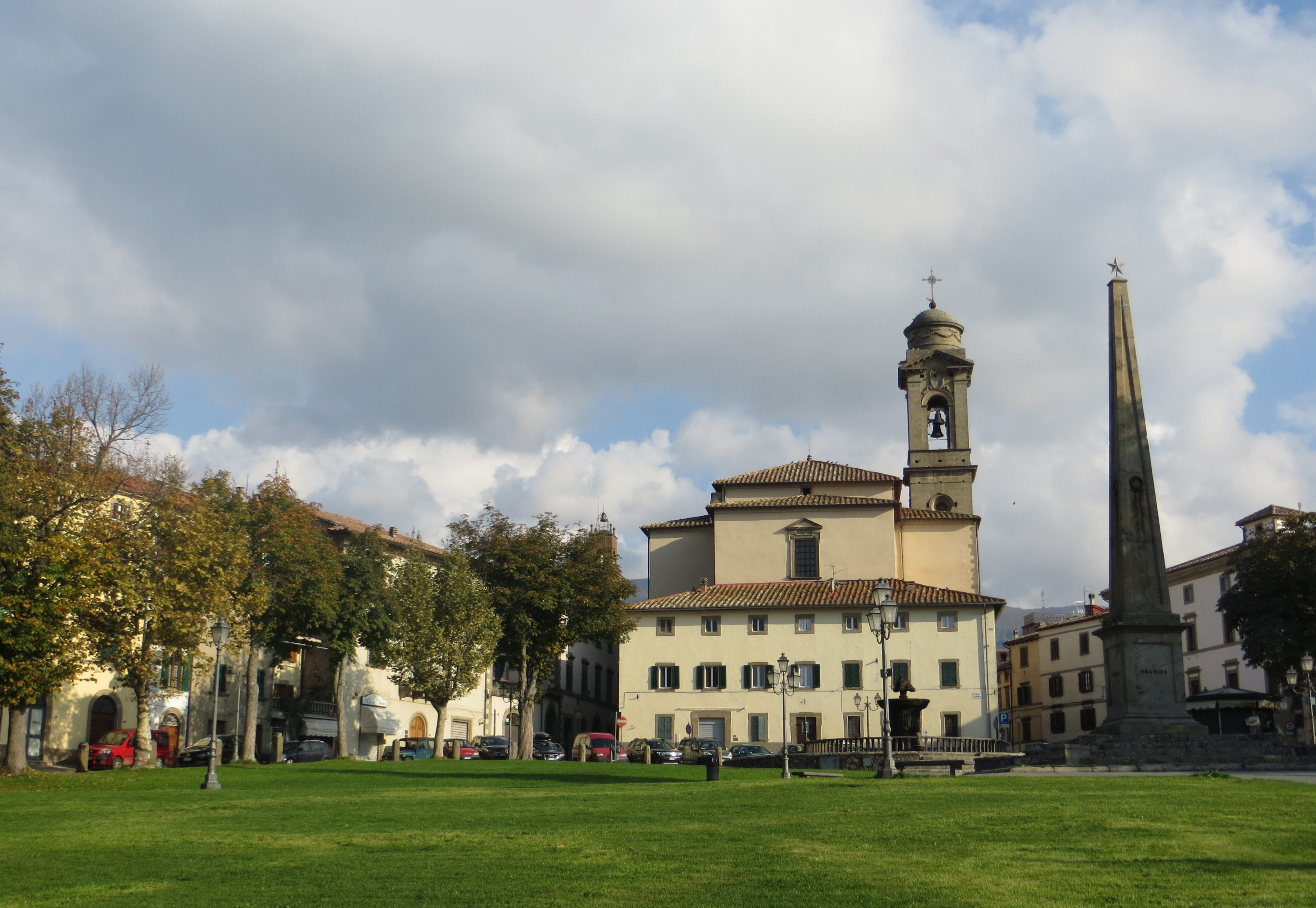
Piazza Garibaldi, con l'obelisco dedicato all'eroe dei due mondi (il secondo in Italia per ordine cronologico), dove si corre il Palio

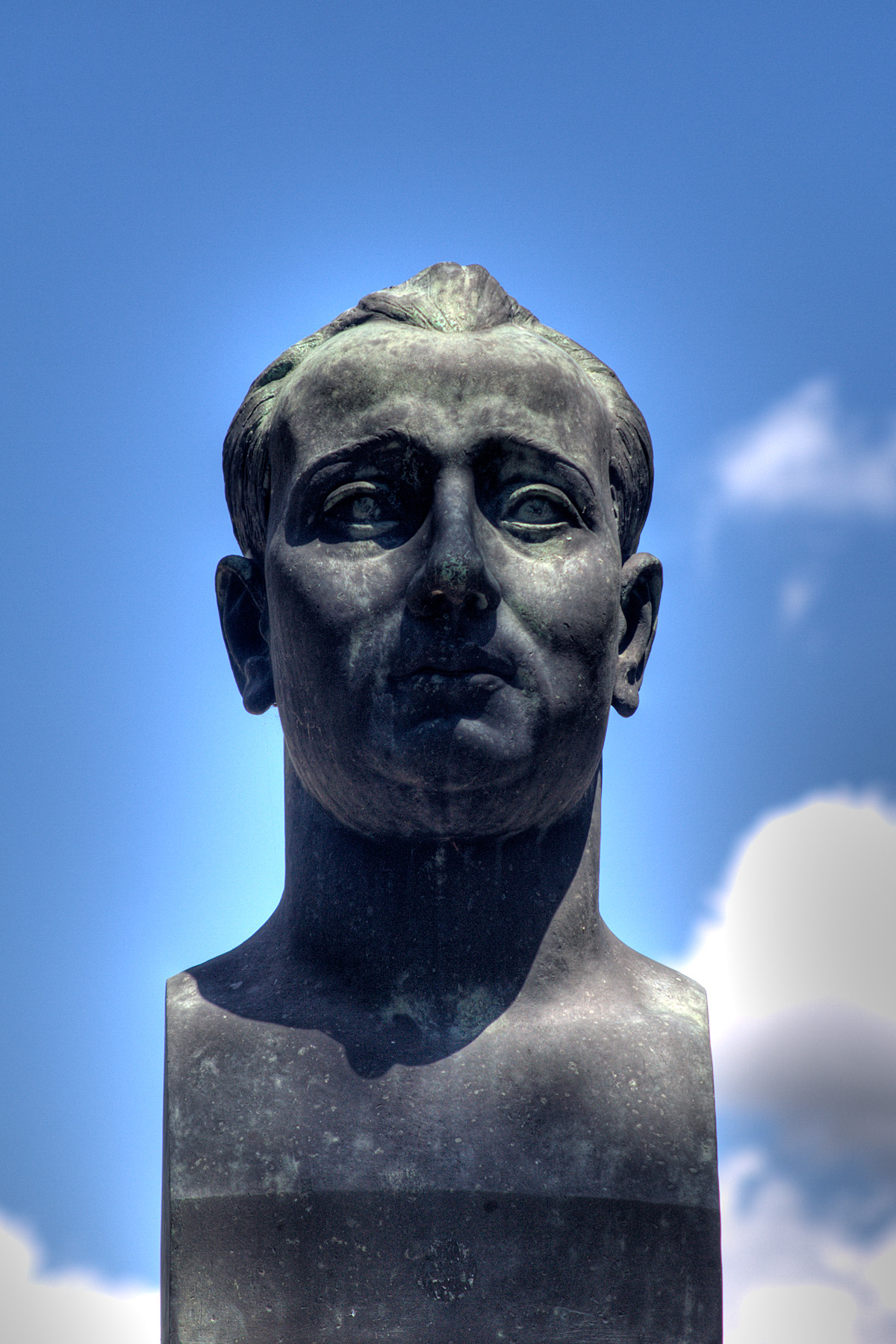
Busto a Luigi Santucci

- Monumento a Luigi Santucci, situato su una terrazza panoramica di fianco alle scuole elementari, ricorda il concittadino Luigi Santucci, morto in Africa Orientale nel 1935. Il busto in bronzo è opera dello scultore Federigo Papi ed è stato inaugurato nel 1937.[32] Il piedistallo reca l'iscrizione: «Capit. Luigi Santucci medaglia d'oro Amba Tzellere 22 dic. 1935».
- Monumento a Giuseppe Garibaldi, obelisco situato in piazza Garibaldi, è stato inaugurato l'11 settembre 1883 e si tratta del secondo monumento sorto in Italia dedicato al patriota italiano. Sui quattro lati della base vi sono le iscrizioni: «Patria»; «Libertà»; «Umanità»; «A Giuseppe Garibaldi MDCCCLXXXIII».[33]
- Monumento ai caduti, situato in piazza della Rimembranza, è un obelisco realizzato dall'architetto Francesco Notari nel 1926, in ricordo dei caduti della prima guerra mondiale.[34]
- Monumento a Padre Pio, situato in piazza Donatori del sangue, è stato inaugurato il 23 settembre 1993 per venticinquesimo anniversario della morte di padre Pio da Pietrelcina.
- Madonna degli Scout, imponente scultura situata sulla vetta del Monte Amiata, è stata realizzata dagli scultori Pasquini di Pietrasanta nel 1961 per volere dell'Associazione Scout Cattolici Italiani. La statua rappresenta il simbolo del versante grossetano del Monte Amiata, mentre la vicina croce monumentale, situata già nel territorio comunale di Abbadia San Salvatore, rappresenta il simbolo di quello senese.[35]
- Le croci dell'Audiberti: il predicatore Baldassarre Audiberti (1760-1852) fu molto attivo nell'area del Monte Amiata, e qui posizionò numerose croci devozionali. Nel territorio di Castel del Piano si contano: la croce al bivio di Collevergari; la croce della Pianetta; la croce delle Ciaccine; la croce di Montoto; e la croce di via della Stazione.

## Società

### Evoluzione demografica
Abitanti censiti

### Distribuzione degli abitanti
| Frazioni                     | Abitanti (2021) | Altitudine |
| ---------------------------- | --------------- | ---------- |
| Castel del Piano (capoluogo) | 3.453           | 637        |
| Montenero d'Orcia            | 260             | 388        |
| Montegiovi                   | 200             | 535        |
| Altre località               | 900             | -          |

### Etnie e minoranze straniere
Secondo i dati ISTAT al 31 dicembre 2010 la popolazione straniera residente era di 566 persone. Le nazionalità maggiormente rappresentate in base alla loro percentuale sul totale della popolazione residente erano:
- Albania, 162 - 3,45%
- Romania, 91 - 1,94%
- Marocco, 61 - 1,30%
- Polonia, 56 - 1,19%

### Tradizioni e folclore
- Palio di Castel del Piano: il palio delle contrade si tiene a Castel del Piano ogni 8 settembre nel circuito a conchiglia di piazza Garibaldi. Secondo la leggenda, il palio nacque in onore della Madonna delle Grazie, la cui icona fu ritrovata nel 1430 da alcuni soldati casteldelpianesi combattenti nell'esercito senese: la Madonna dipinta parlò loro avvertendoli del pericolo imminente di un attacco nemico. Dall'anno successivo, il 1431, si corre il palio delle contrade, ma storicamente è solo dal 1771 che si hanno le prime notizie del funzionamento di questa gara. L'attuale organizzazione del palio è stata istituita nel 1968 e concorrono le quattro contrade in cui è tradizionalmente suddiviso il paese: Borgo (colori rosa e viola), Monumento (colori rosso e blu), Poggio (colori giallo e verde) e Storte (colori bianco e nero).

## Cultura

### Istruzione

#### Biblioteche
Castel del Piano possiede una piccola biblioteca comunale intitolata a Luigi Santucci, situata in via Marconi presso la sede del Comune. Non è inserita nella rete bibliotecaria provinciale e conta un patrimonio librario di circa 4 220 volumi.

#### Musei
Nel territorio comunale di Castel del Piano sono situati tre musei che fanno parte della rete museale provinciale Musei di Maremma:
- Raccolta d'arte di Palazzo Nerucci
- Giardino di Piero Bonacina a Montegiovi
- Museo della vite e del vino a Montenero d'Orcia

### Musica
Nel 1807, ad opera di Ambrogio Ginanneschi, venne fondato il "Corpo filarmonico Gioacchino Rossini". Ha avuto riconoscimenti in vari concorsi nazionali con giudici di eccezione come Pietro Mascagni o Menotti Garibaldi (discendente di Giuseppe). Svolge tuttora la sua attività eseguendo musica di vario genere, dal classico agli arrangiamenti più moderni con concerti in paese e nel circondario. Attualmente dirige anche i corsi della locale scuola comunale di musica dove gli allievi possono prepararsi per gli esami del conservatorio.
Nel 1953 in questa città nacque il gruppo folk polifonico chiamato i Cardellini del fontanino. Tale gruppo ha recuperato una tradizione musicale antichissima in cui si colgono anche tracce linguistiche germaniche. Le radici della tradizione risalgono all'uso dei boscaioli amiatini di tenersi in contatto tramite gorgheggi quando si trovavano a diversi chilometri di distanza tra loro.

## Geografia antropica

### Suddivisioni storiche
Il paese di Castel del Piano è tradizionalmente suddiviso in quattro contrade:
- Borgo: comprende corso Nasini e l'area a sud del centro storico, piazza Vegni e le borgate della Fonte, Volpaio, Colombaio e Tepolini. Il patrono è San Francesco.
- Monumento: comprende l'area del monumento ai caduti, dai campi di San Giovanni alla via del Fattorone. Il patrono è San Giovanni.
- Poggio: comprende l'intera area del castello e del centro storico. Il patrono è il Santissimo Crocifisso.
- Storte: comprende piazza Garibaldi e l'area tra via del Fattorone e via dei Mulini. Il patrono è la Madonna dell'Assunta

### Frazioni
- Montenero d'Orcia, borgo di origini medievali situato alla terminazione della Val d'Orcia, poco prima della confluenza del fiume Orcia nell'Ombrone.
- Montegiovi, borgo medievale situato sulla vetta di un poggio che costituisce una delle prime propaggini occidentali del massiccio del Monte Amiata.

### Altre località del territorio
Oltre alle frazioni principali, nel territorio si trovano anche le borgate di Casidore, Ciaccine, Collevergari, Leccio, Marrona, Pian del Ballo e Tepolini. Importante località è inoltre il Prato delle Macinaie, moderno insediamento a 1385 metri di altitudine, dotato di alberghi, ristoranti, campi da sci, seggiovie e skilift: il primo impianto di risalita delle Macinaie è stato inaugurato agli inizi del 1958.

## Economia
A Castel del Piano fu fondata nel 1929 la ditta Winkelmann-Crida di Enrico Winkelmann e Ugo Crida per l'estrazione di farina fossile dalle cave del paese e del Bagnolo, con uno stabilimento di raffinazione che rimase attivo fino al 1978. Le cave cessarono l'estrazione nel 1970. La farina fossile veniva impegnata ad usi industriali come decolorante, isolante, assorbente, filtrante e abrasivo.
Rilevante nel territorio anche l'estrazione e la lavorazione del tannino.
L'azienda Corsini è stata fondata a Castel del Piano nel 1921, produce biscotteria e panetteria.

## Infrastrutture e trasporti
Il comune di Castel del Piano non possiede linee ferroviarie e superstrade o strade statali all'interno del proprio territorio. Le maggiori vie di collegamento tra il paese e quelli vicini, oltre per le numerose borgate limitrofe, sono tutte strade provinciali. Si ricordano la strada provinciale 64 del Cipressino, importante arteria che collega Paganico – e quindi chiunque provenga da Grosseto – a Castel del Piano, passando per i paesi di Montenero d'Orcia e Montegiovi; e la strada provinciale 160 Amiatina, che attraversa Castel del Piano da nord a sud: a nord lo collega con Seggiano, mentre a sud con Arcidosso.

## Amministrazione
| Periodo        | Periodo        | Primo cittadino      | Partito                                 | Carica  | Note   |
| -------------- | -------------- | -------------------- | --------------------------------------- | ------- | ------ |
| 1956           | 1958           | Alberto Bonelli      | Partito Socialista Democratico Italiano | Sindaco |        |
| 1975           | 1985           | Alvaro Giannelli     | Partito Comunista Italiano              | Sindaco |        |
| 29 giugno 1985 | 7 giugno 1990  | Elia Francesco Forti | Partito Socialista Italiano             | Sindaco | [ 44 ] |
| 14 giugno 1990 | 24 aprile 1995 | Elia Francesco Forti | Partito Socialista Italiano             | Sindaco | [ 44 ] |
| 24 aprile 1995 | 14 giugno 1999 | Mario Rotellini      | Partito Popolare Italiano               | Sindaco | [ 44 ] |
| 14 giugno 1999 | 14 giugno 2004 | Franco Ulivieri      | Democratici di Sinistra                 | Sindaco | [ 44 ] |
| 14 giugno 2004 | 8 giugno 2009  | Franco Ulivieri      | Democratici di Sinistra                 | Sindaco | [ 44 ] |
| 8 giugno 2009  | 26 maggio 2014 | Claudio Franci       | Partito Democratico                     | Sindaco | [ 44 ] |
| 26 maggio 2014 | 26 maggio 2019 | Claudio Franci       | Partito Democratico                     | Sindaco | [ 44 ] |
| 26 maggio 2019 | 18 giugno 2024 | Michele Bartalini    | centro-destra                           | Sindaco | [ 44 ] |
| 18 giugno 2024 | in carica      | Cinzia Pieraccini    | centro-sinistra                         | Sindaco | [ 44 ] |

### Altre informazioni amministrative
Il comune fa parte dell'unione dei comuni montani Amiata Grossetana.

## Sport
A Castel del Piano ha sede una delle società calcistiche più vecchie delle provincia. L'Unione Sportiva Neania Casteldelpiano è stata fondata ufficialmente nel 1912, ma era già attiva a partire dal 1909 e dopo un periodo di inattività è stata ricostituita il 20 marzo 1967. Dopo aver militato per anni nei campionati provinciali, la squadra ha esordito in Promozione nella stagione 1992-1993, vincendo nel suo girone e conquistando la prima promozione in Eccellenza. Nel 1995 retrocede nuovamente in Promozione, categoria dove rimane fino al 1998, anno in cui la Neania ritorna a disputare i campionati provinciali. Per la stagione in corso la squadra amiatina partecipa al campionato di Prima Categoria.
A Castel del Piano risiede anche una delle scuola di ballo più grandi della Toscana: Odissea 2001. Vincitrice di due titoli mondiali, per le danze a squadre, e di numerosi premi a livello agonistico e amatoriale per coppie e squadre.